# L'amore ritorna
Pour plus de détails, voir Fiche technique et Distribution.
L'amore ritorna est un film italien réalisé par Sergio Rubini, sorti en 2004, avec Rubini, Fabrizio Bentivoglio, Margherita Buy et Giovanna Mezzogiorno dans les rôles principaux.

## Synopsis
Luca Florio (Fabrizio Bentivoglio) est un célèbre acteur italien, actuellement au travail sur le tournage d'une importante production et occupé par ailleurs à la préparation de son premier film. En plein tournage, il tombe malade et commence à cracher du sang, ce qui le conduit à l’hôpital où il est assigné à résidence en attendant le diagnostic des médecins, malgré son refus. Il doute alors pour sa santé, mais aussi pour les répercussions que cela peut avoir sur sa carrière. Habitué à être acteur, il devient spectateur et observe ses proches qui viennent lui rendre visite. Il y a son ancienne épouse, Silvia (Margherita Buy), son vieil ami Giacomo (Sergio Rubini), son père (Antonello Fassari (it)), sa jeune compagne, l'actrice Lena (Giovanna Mezzogiorno), et son fidèle assistant Picchio (Antonio Prisco (it)).
Après une opération infructueuse par le professeur Mangiacarne (Eros Pagni), il est pris en charge par le docteur Bianco (Michele Placido), alors que son entourage poursuit sa vie. Sa jeune compagne le quitte, le réalisateur du film stoppé trouve un nouvel acteur pour continuer la production et son ex-femme se marie et devient mère. Le docteur Bianco découvre alors que la maladie dont souffre Luca est moins grave que prévu et le soigne. Une fois dehors, il décide de réaliser un film sur ce qui vient de lui arriver.

## Fiche technique
- Titre : L'amore ritorna
- Titre original : L'amore ritorna
- Réalisation : Sergio Rubini
- Scénario : Carla Cavalluzzi, Sergio Rubini et Domenico Starnone
- Photographie : Paolo Carnera
- Montage : Massimo Fiocchi (it)
- Musique : Ivan Iusco (it) et Pierluigi Ferrandini
- Scénographie : Claudia Cosenza
- Producteur : Donatella Botti
- Société de production : Bianca Film
- Pays de production :  Italie
- Langue : Italien
- Format : Couleur
- Genre : Comédie dramatique
- Durée : 111 minutes
- Date de sortie : 
  - Italie : 19 mars 2004

## Distribution
- Fabrizio Bentivoglio : Luca Florio
- Margherita Buy : Silvia
- Sergio Rubini : Giacomo
- Giovanna Mezzogiorno : Lena
- Eros Pagni : professeur Mangiacane
- Antonio Prisco (it) : Picchio
- Giorgio Barberio Corsetti : Stefano Lori
- Marzia Pellegrino : Tonia
- Emanuela Macchniz : Clara Florio
- Antonello Fassari (it) : Sergio
- Alberto Rubini : Mario Florio
- Giorgia Pranzo : Sisina
- Dina Valente : la mère de Luca
- Darío Grandinetti : Daniele
- Simona Marchini (it) : Flora
- Umberto Orsini : Ambrosini
- Michele Placido : docteur Bianco
- Mariangela Melato : Federica Strozzi

## Autour du film
- Le film a été tourné entre les villes de Milan, Rome et certaines communes de la province de Bari dans la région des Pouilles (en particulier Binetto, Bitonto, Cassano delle Murge, Grumo Appula e Palo del Colle).

## Distinctions

### Prix
- Ruban d'argent de la meilleure actrice dans un second rôle pour Giovanna Mezzogiorno en 2005.
- Ciak d'oro du meilleur acteur dans un second rôle pour Sergio Rubini en 2005.

### Nominations
- David di Donatello de la meilleure actrice dans un second rôle pour Giovanna Mezzogiorno en 2005.
- Ciak d'oro du meilleur scénario pour Carla Cavalluzzi, Sergio Rubini et Domenico Starnone en 2005.
- Ciak d'oro du meilleur acteur dans un second rôle pour Eros Pagni en 2005.
- Ciak d'oro de la meilleure photographie pour Paolo Carnera en 2005.
- Ciak d'oro du meilleur pour Massimo Fiocchi (it) en 2005.
- Ciak d'oro de la meilleure production pour Donatella Botti en 2005.
- Ruban d'argent du meilleur acteur pour Fabrizio Bentivoglio en 2005.
- Ruban d'argent du meilleur sujet pour Sergio Rubini et Domenico Starnone en 2005.